# NBC Tower
NBC Tower es una torre de oficinas en Near North Side de Chicago, Illinois, ubicada en 454 North Columbus Drive (455 North Cityfront Plaza también se usa como una dirección de tocador para el edificio) en el área Magnificent Mile del centro de Chicago. Terminado en 1989, el edificio de 37 pisos alcanza una altura de 627 pies (191 m). Las oficinas, los estudios y la estación de propiedad y operación de NBC en Chicago, WMAQ-TV, se encuentran aquí desde 1989 y el 1 de octubre de 1989, WMAQ-TV transmitió su primer noticiero a las 10:00 de la noche en su nueva sede, la NBC. Tower, con el equipo de noticias de la noche de la semana de Ron Magers, Carol Marin, John Coleman y Mark Giangreco. Posteriormente, Telemundo O&O WSNS-TV también ocupa el edificio desde su compra por parte de NBC en 2001. Anteriormente se ubicaba aquí su ex hermana de radio WMAQ / WSCR. Los estudios de la antigua propiedad de NBC en Chicago FM, WKQX, y su estación hermana WLUP-FM están ubicados en NBC Tower.
El diseño, de Adrian D. Smith de Skidmore, Owings & Merrill, se considera una de las mejores reproducciones del estilo Art Deco. Se inspiró en 30 Rockefeller Plaza en la ciudad de Nueva York, que es la sede mundial de NBC. La torre se ve reforzada por el uso de pilares de piedra caliza y vidrios polarizados empotrados con enjutas de granito. El edificio toma señales adicionales del hito cercano Tribune Tower con el uso de contrafuertes voladores. Una 130 pies (39,6 m) torre de telecomunicaciones y la aguja rematan el rascacielos. WMAQ y WSNS tienen instalaciones STL y satelitales en el techo; los STL se conectan a las instalaciones de transmisión de WMAQ y WSNS en lo alto de la Torre Willis. Los estudios de radio WMAQ/WSCR y STL estuvieron ubicados en el edificio hasta 2006 cuando se trasladaron a Two Prudential Plaza.

Ubicado en el área de Cityfront Plaza, contiene 850 000 ft² (78 967,6 m²) de superficie y tres plantas de aparcamiento subterráneo con 261 plazas. Conectado a la torre principal hay una instalación de transmisión de radio y televisión de cuatro pisos donde actualmente se graban programas populares como Judge Mathis y los noticieros de WSNS y los noticieros de WMAQ, y fue la antigua instalación de grabación de Jerry Springer y The Steve Wilkos Show antes de su crédito fiscal. Mudanza influida por Stamford, Connecticut en 2009. Aquí también se grababa el programa de improvisación / bocetos sindicado de la década de 1990 Kwik Witz, The Jenny Jones Show hasta su cancelación en 2003, y Steve Harvey se mudó a Los Ángeles en 2017.

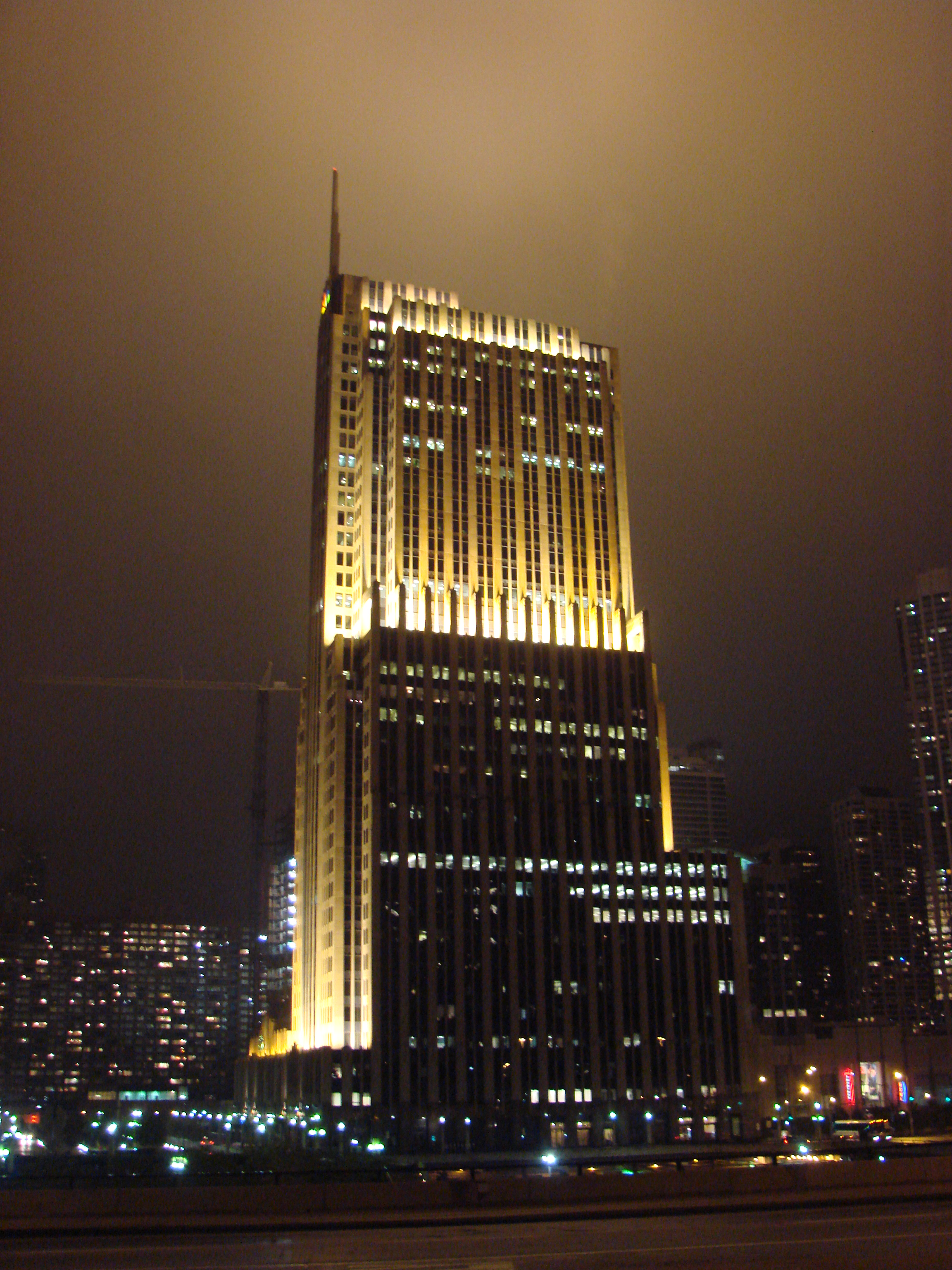
Mirando al norte por la noche
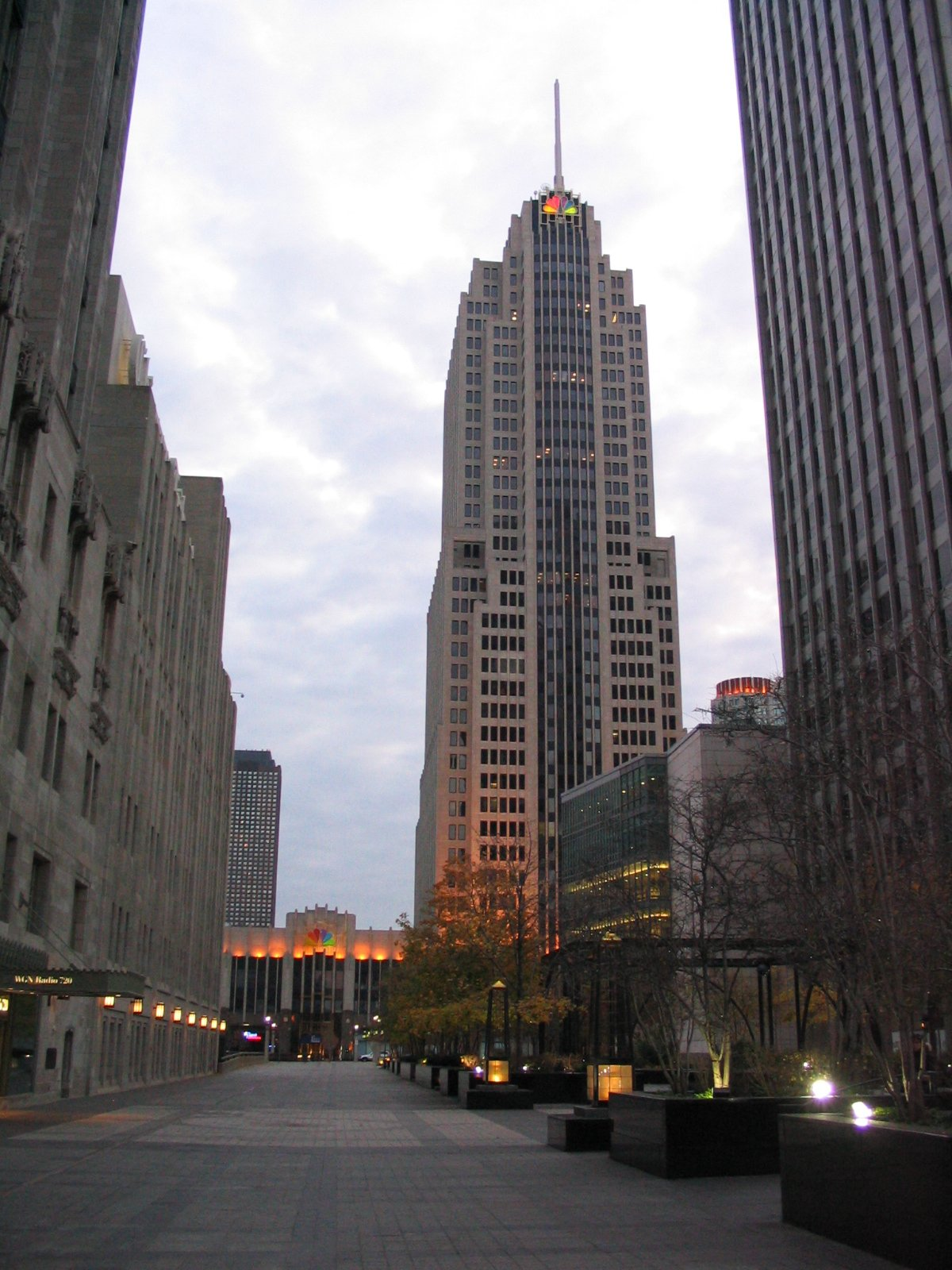
mirando al este
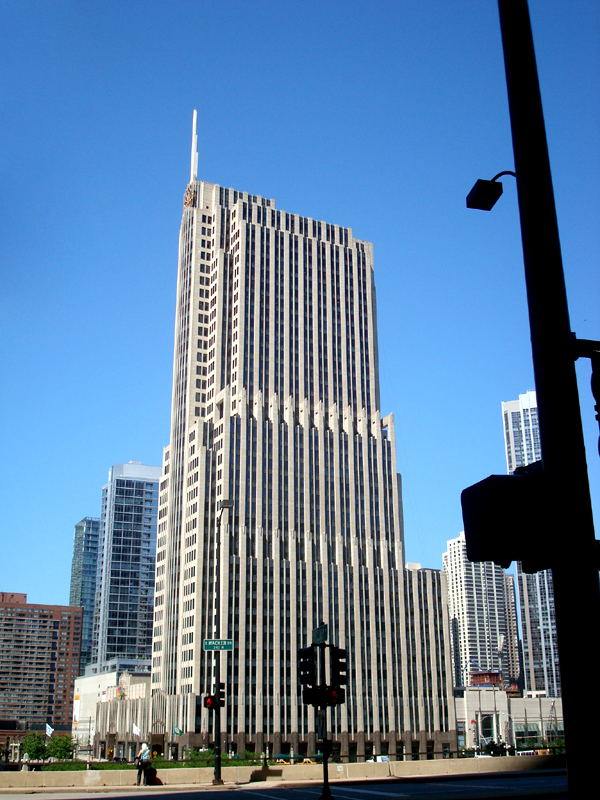
mirando al norte
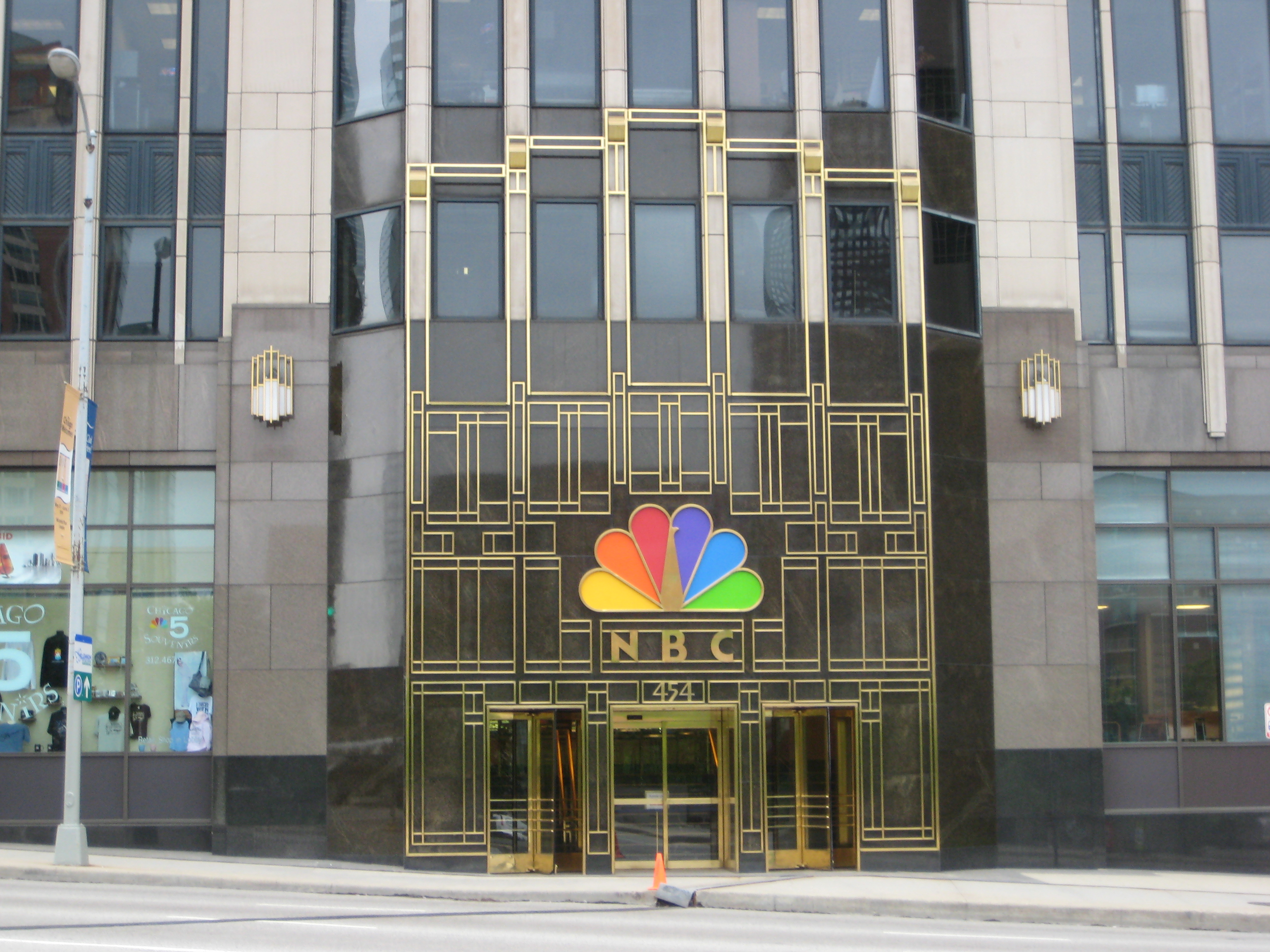
Entrada de Columbus Drive

## Inquilinos
WMAQ/NBC, WSNS/Telemundo están ubicados. El Consulado General de la India en Chicago se encuentra en la Suite 850. El Consulado General de Corea del Sur en Chicago se encuentra en la Suite 2700. El Consulado General de Lituania en Chicago se encuentra en la Suite 800. La sucursal de Chicago de CBS Media Ventures está ubicada en Suite 2910.
- Noticieros de WMAQ-TV (1989-presente)
- WSNS-TV (2002-presente)
- WKQX (1989-2001; 2016-presente)
- WCKL (anteriormente WLUP-FM) (2016-presente)
- WLS (2017-presente)
- WLS-FM (2017-presente)

La torre también fue la sede mundial de Navistar International hasta el año 2000, cuando la empresa anunció sus planes de trasladarse a los suburbios del oeste de Warrenville, Illinois .
Desde la apertura de la torre hasta 2006, los estudios de radio WMAQ/WSCR también estuvieron ubicados en el edificio; las estaciones reubicadas.
En febrero de 2016, la estación alternativa WKQX y la estación hermana de rock clásico WLUP-FM anunciaron que se mudarán de su antigua sede en Merchandise Mart a un nuevo estudio en la torre. WKQX y WLUP-FM operaron temporalmente desde los antiguos estudios WLS en 190 N. State St. El 4 de agosto de 2016, se finalizó el traslado de WKQX y WLUP-FM a la torre.

## Programas grabados
Además de albergar a estas entidades, los estudios fueron/son sede de los siguientes espectáculos:
- iVillage Live (2007)
- El programa de Jenny Jones (1991-2003)
- Jerry Springer (1991–2009; originado y grabado aquí desde 1992 hasta 2009)
- Juez Jeanine Pirro (2008-2011)
- Juan B.. . Suelto (1991)
- Juez Mathis (1999-presente)
- Kwik Witz (1996-1999)
- Crucigramas de Merv Griffin (2007-2008, solo programas piloto)
- Equipo de acción deportiva (2006-2007)
- The Steve Wilkos Show (2007-2009, se mudó a Connecticut en 2009)
- Steve Harvey (2012-2017)